# Tetrabutylamoniumbromid
Tetrabutylamoniumbromid je kvartérní amoniová sůl s bromidovým aniontem používaná jako katalyzátor fázového přenosu. Používá se také na přípravu dalších tetrabutylamoniových solí.